# S116 (Amsterdam)
De S116 (stadsroute 116) is een verkeersweg in Amsterdam. Het is de verbindingsweg vanaf het Centrum van Amsterdam via de IJtunnel naar de A10. Hier voorbij begint de N247, die loopt ongeveer evenwijdig aan de A7 richting Avenhorn.
Tussen de A10 en de IJ-tunnel (Nieuwe Leeuwarderweg) bevindt zich in de middenberm de sporen voor de op 22 juli 2018 in gebruik genomen metrolijn 52 (de Noord/Zuidlijn), inclusief twee stations (Noorderpark en Noord).
Ringweg A10 (Ringweg-West, -Noord / -Oost / -Zuid)

Overige autosnelwegen:
voorheen Muiderstraatweg (A1) · 
Utrechtseweg (A2) · 
Haagseweg (A4) · 
Westrandweg (A5) · 
Coentunnelweg (A8) ·
Gaasperdammerweg (A9)

Stadsroutes:
S100 ·
S101 ·
S102 ·
S103 ·
S104 ·
S105 ·
S106 ·
S107 ·
S108 ·
S109 ·
S110 ·
S111 ·
S112 ·
S113 ·
S114 ·
S115 ·
S116 ·
S117 ·
S118

Overige wegen:
Gooiseweg ·
Haarlemmerweg ·
Nieuwe Leeuwarderweg ·
Nieuwe Utrechtseweg

Knooppunten:
Amstel ·
Coenplein ·
De Nieuwe Meer ·
Holendrecht ·
Watergraafsmeer